# الكميت بن زيد
الكميت بن زيد الأسدي (60 هـ - 126 هـ) شاعر عربي عراقي كوفي، من قبيلة بني أسد ومن أشهر شعراء العصر الأموي، سكن الكوفة واشتهر بالتشيع وقصائده في ذلك المسماة بالهاشميات. لقبه شاعر الهاشميات وكنيته أبو المستهل.

## اسمه ونسبه
هو الكميت بن زيد بن خنيس بن مجالد بن ذؤيبة بن قيس بن عمرو بن سبيع بن مالك بن سعد بن ثعلبة بن دودان بن أسد بن خزيمة بن مدركة بن إلياس بن مضر بن نزار بن معد بن عدنان.

## ولادته ونشأته
ولد الكميت في أيام مقتل الحسين بن علي بن أبي طالب سنة 60 هـ وقتل في خلافة مروان بن محمد سنة 126 هـ بعد عام واحد من خلافة مروان وينتهي نسبه إلى قبيلة بني أسد بن خزيمة من مضر قيل إنه كان ذكياً حاضر الجواب منذ صغره كاتباً حسن الخط خطيب بني أسد، فقيهاً متضلعاً بالفقه، فارساً، شجاعاً، سخياً، حافظاً للقرآن، وهو أول من ناظر في التشيع مجاهراً بذلك مما جعل أبو عبيده يقول فيه لو لم يكن لبني أسد منقبة غير الكميت لكفاهم، ومما قال الكميت:
قال محمد العيساوي الجمحي: الكميت أول من أدخل الجدل المنطقي في الشعر العربي فهو مجدد بكل ما تحمل هذه الكلمة من معنى، وشعره ليس عاطفياً كبقية الشعراء، بل إن شعره شعر مذهبي، ذهني عقلي.
وقال أبو الفرج: شاعر، مقدَّم، عالم بلغات العرب، خبير بأيامها، من شعراء مضر وألسنتها المتعصبين، ومن العلماء بالمثالب والأيام المفاخرين بها، كان في أيام بني أمية، ولم يدرك العباسية، وكان معروفاً بالتشيع لبني هاشم، مشهوراً بذلك [ الغدير 2 / 286 ].
وقال الفرزدق له: أنت والله أشعر من مضى وأشعر من بقي.
وسُئل معاذ الهرَّاء: من أشعر الناس؟ قال: أمن الجاهليين أم من الإسلاميين؟ قالوا: بل من الجاهليين، قال: امرؤ القيس، وزهير، وعبيد بن الأبرص. قالوا: فمن الإسلاميين؟ قال: الفرزدق، وجرير، والأخطل، والراعي. قال: فقيل له: يا أبا محمد ما رأيناك ذكرت الكميت فيمن ذكرت؟ قال: ذاك أشعر الأولين والآخرين.

## مقتله
حينما ثار زيد بن علي على هشام، وقف الكميت يؤيد ويدعو للمشاركة في الثورة على حكم بني مروان، مما أثار عليه حكام عصره، فتعرض للأذى مراراً، وسُجن، وتشرّد كما يشير إلى ذلك في إحدى هاشمياته:
وتقضي المقادير أن تفشل ثورة زيد، ويُقتل على يدي يوسف بن عمر الثقفي والي العراق، ويصلب في الكناسة، فيحزن عليه الإمام محمد الباقر ومحبّوه، وينبري الكميت لهجاء يوسف الثقفي لما فعله بزيد:
ومضت الأيام، وإذ بالكميت في مجلس يوسف بُعَيد قتله خالداً القسري الوالي السابق، وكان جنود من اليمانية وقوفاً على رأس يوسف، وكان يتحين فرصة للتخلص من الكميت، فأشار إليهم أن يضعوا سيوفهم في بطنه، ففعلوا ووجأوه فمات لساعته بعد نزف شديد.
يقول المستهل بن الكميت: حضرت أبي عند الموت وهو يجود بنفسه فكان يفتح عينيه قائلاً: «اللهم آل محمد، اللهم آل محمد، اللهم آل محمد»، ثلاثاً.
وروي أيضاً أنه قال لولده المستهل: إذا متُّ فامضِ بي إلى موضع يقال مكران، فادفنِّي فيه، فدفن الكميت في ذلك الموضع، وكان أوَّل من دفن فيه، وهي مقبرة بني أسد.

## قبره
في  1 كانون الأول سنة 2020، قالت وكالة الأنباء العراقية في مقالها (قصة اكتشاف قبر الشاعر الكميت في ميسان) إن "مكتشف قبر الشاعر الكميت العلامة والمؤرخ السيد وليد البعاج الذي تحدث لـ(واع) عن كيفية اكتشاف القبر والسنوات الطويلة التي قضاها في البحث والدراسة حتى أصبح الحلم حقيقة فقال: "بعد استشهاد الكميت بن زيد الأسدي في واسط العراق على يد الحجاج بن يوسف الثقفي سنة 126 هجرية أوصى ولده المستهل أن يدفن في (مكران ) ،واستجاب المستهل لوصية أبيه الشهيد ،ونقل ابنه شاعر أهل البيت إلى مكران ودفنه هناك في ذات السنة 126 ،وأضحى مدفنه مزاراً لمحبي أهل البيت ،وأحاطت به مقبرة كبيرة لبني أسد ،وأخذوا ينقلون موتاهم ليتم دفنهم قرب مزار وقبر الشهيد الكميت الأسدي المبارك بدعوات أهل البيت "عليهم السلام".
وأضاف: "بعد جفاف دجلة وتحول مساره تغيرت أوضاع المنطقة مع حصول طاعون كبير أدى إلى هجرة السكان بسبب الجفاف والوباء فهجر قبر الكميت ،ولكنه بقي يحتفظ بالاسم حتى يومنا هذا".
وأشار البعاج إلى أن "ما أصاب المؤرخين والمحققين التشويه والضبابية بسبب ما ذكره المؤرخين من مدفن الكميت أنه دفن في "مكران"، ومكران هي موضع في بلاد السند بلوشستان الحالية فتركوا مدفنه بلا تحقيق وهو ما يلاحظه القارئ في أغلب الكتب التي ترجمت حياة هذا الشاعر حتى سنة 1999 إذ تمكن الباحث العراقي السيد وليد البعاج من تحديد موقعين لمكران ،مُكران بالضم في بلاد السند ،ومَكران بالفتح في العراق قرب ميسان  ،وهي من أعمال واسط العراق قديماً ،وهي التي قصدها المؤرخون في مدفن الكميت ،إذ لا موجب للكميت أن يوصي بدفنه في بلوشستان مع بعد المسافة ،واختلاف اللغة والثقافة والمنهج ،ولا أعرف كذلك عن بني أسد أنهم نقلوا موتاهم إلى بلاد السند".

## ديوان شعره
1. هاشميات الكميت (طبعة قديمة) - (للتحميل)
2. ديوان الكميت.

## وصلات خارجية
- بوابة الشعراء: ديوان الكميت بن زيد